# Erich Anders
Erich Anders eigentlich Erich Freiherr Wolff von Gudenberg (* 29. August 1883 in Teutschenthal; † 8. Januar 1955 in Hamburg) war deutscher Musiker und Komponist.

Erich Anders

## Leben
Anders schrieb sich 1908 unter dem Namen Erich Julius Georg William August Alwin Conrad Anders als Schüler des Leipziger Konservatoriums ein. Dort erhielt er bis 1910 Unterricht von u. a. Max Reger, Josef Pembaur, Hans Sitt und Stephan Krehl. Er studiere ebenfalls an der Universität Leipzig (Hugo Riemann, Arnold Schering u. a.).
Nach dem Studium nahm er zunächst Kapellmeisterstellen in Barmen und Heidelberg an. Danach arbeitete er als Musikkritiker beim Berliner Börsen-Courier und den Musikpädagogischen Blättern. Auch als Seminarleiter des Benda’schen Konservatoriums in Berlin war er tätig. 1916 ging Anders nach München und 1919 nach Köln. Ab 1920 verlagerte er seine Aufgaben zugunsten einer musikpädagogischen Tätigkeit. Er heiratete die Kölner Konzert-Sopranistin Tiny Debüser, die Ehe hielt jedoch nicht lang. Bis 1922 war er Musiklektor an der Universität Bonn.
Er ging nach Berlin und arbeitete für kurze Zeit im Büro des Reichskunstwartes Edwin Redslob. 1922 wurde er Kompositionslehrer am Klindworth-Scharwenka-Konservatorium. Auch hier konnte man ihn nicht halten und schon 1924 wechselte er als Pressechef an die Deutsche Oper Berlin. Schon kurz darauf versuchte er sich als Direktor des Grotrian-Steinweg Saales in Berlin. Im Alter von Mitte Vierzig reizten ihn wieder neue Beschäftigungen in verschiedenen musikalischen Bereichen. Er wurde Film-Intendant sowie Musik- und Theaterreferent der deutschen Wochenschau.
1927 erweiterte Anders seine Aufgaben um die Leitung der „Gemeinnützigen Vereinigung zur Pflege deutscher Kunst“. 1933 und 1934 schließlich war er Intendant des Theater der Altmark in Stendal, nachdem er zum 1. Januar 1932 der NSDAP beigetreten war (Mitgliedsnummer 893.993). Während des Dritten Reiches war er Referent der Reichsmusikkammer, Fachschaft Komponisten. 1945 zog er nach Hamburg. Hier lebte er bis zu seinem Tode als Opernagent und freischaffender Komponist.

## Stil
Die Kompositionen von Erich Anders sind vorwiegend unterhaltender Natur, künstlerisch von Richard Strauss und dem Impressionismus geprägt. Der Schwerpunkt seines Schaffens liegt in den kleineren Formen der programmgebundenen Orchestermusik und des Liedes. Besonders hierin ging der literarisch hochgebildete Komponist seinen eigenen Weg.

## Werke (Auswahl)
- Zwei Liebeslieder für 1 Singstimme mit Klavierbegleitung, Werk 1 (1916)
- Bilder im Tageslauf eines Kindes 8 kleine Stücke für Klavier zu 2 Händen, Werk 2
- Zwei Gesänge nach Dichtungen von Wilhelm Alfred Imperatori für 1 Singstimme mit Klavierbegleitung, Werk 5
- Kinderstücke: 6 kleine Klavierstücke für d. Jugend, Werk 6
- Von der Nacht. 2 landschaftl. Motive gedichtet von W. A. Imperatori, für 1 Singstimme mit Orchesterbegl., Werk 8
- Drei Lieder nach Dichtungen von Theodor Storm, für 1 Singstimme mit Klavierbegl., Werk 10 (1916)
- Sechs kleine Lieder zu Albers Sergel's „Ringelreihen“, für 1 Singstimme mit Klavierbegl., Werk 11 (1916)
- Sechs kleine Lieder zu Paula Dehmels Kinderbilderbücher, für 1 Singstimme mit Klavierbegl., Werk 12 (1916)
- Drei Lieder nach Dichtungen von Walter Cale, für e. Singstimme mit Klavierbegl., Werk 13 (1916)
- Skizzen zu Andersens Märchen 3 Stücke für Klavier zu 2 Händen, Werk 14 (1916)
- Venezia. Tragische Oper in 1 Akte von Hans Ludwig. Musik von Erich Anders. Berlin 1916. Werk 16
- Fünf Gesänge mit Klavierbegleitung, Werk 19 (1914)
- Zwei Lieder für e. mittlere Singstimme mit Klavierbegl., Werk 21 (1917)
  - Nun geh auch du, mein Herz zur Ruh, Werk 21, No. 1 (1917)
- Sechzehn kleine Lieder zu e. Kinderbilderbuche von Egon Hugo Strassburger, für 1 Singstimme mit Klavierbegl., Werk 22
- Tod und Leben. Rhapsodische Szene von Ernst von Bassermann-Jordan. Musik v. E. Anders. Werk 25 (1919).
- Vier schlichte Duette, Werk 29
- Sieben Marienlieder aus Der geistliche Mai, für Frauenquartett a cappella, Werk 43
- Streich-Quartett (C-Dur) für 2 Violinen, Viola u. Violoncello, Werk 47 (1925)
- Figaro-Figurinen, Werk 65
- Konzert für Oboe und Orchester, Werk 68
- Musik vor dem Vorhang, Capriccio, Werk 71 (1937)
- Ein Monogramm wird Musik für kleines Orchester, Werk 72
- Wattenmeer im Hochsommer, Studie für Orchester, Werk 77
- Eine kleine Kur-Musik, Werk 83 (1939)
- Sechs Lieder Dichtungen Stefan George, für hohe Stimme u. Klavier, Werk 88 (1940)
- Flöten-Lieder für Sopran, Flöte und Klavier, Werk 109
- Fernöstlicher Frühling, Worte in Anlehnung an japanische Dichtung nachgebildet und für Frauenstimmen und Klavier in Musik gesetzt, Werk 133 (1950)